# Фишер, Йожеф
Йожеф Фишер (венг. Fischer József, 12 апреля 1901, Будапешт — 23 февраля 1995, там же) — венгерский архитектор-модернист и социал-демократический политик, министр в третьем кабинете Имре Надя.

## Биография
Участвовал в революционных событиях 1918—1919, в дни Венгерской советской республики состоял в венгерской Красной армии. В 1921 году женился на Эстер Печи — первой дипломированной женщине-инженере в Венгрии. Получил профильное образование, находился под влиянием кубизма, Лайоша Кашшака, Ле Корбюзье, Вальтера Гропиуса и Баухауса, работал с такими архитекторами, как Фаркаш Мольнар и Марсель Брёйер.
В 1932 году установил связи с Социал-демократической партией Венгрии. На основании знакомства с Каройем Пейером был приговорён к месяцу тюремного заключения за «разжигание классовой вражды». Его социал-демократические отношения все еще сохранялись. На парламентских выборах 1939 года выдвигался в депутаты от социал-демократов.
В 1940 году его призвали на военную службу, в 1943 году отправлен на охрану инфраструктурных объектов. В 1944 году в его доме нашли убежище многие преследуемые деятели, в том числе актёр Тамаш Майор, скульпторы Эржебет Шаар и Тибор Вильт. В ноябре 1944 года он дезертировал и затем скрывался с семьёй.
После войны в 1945—1948 годах — председатель будапештского Совета по общественным строительным работам, отвечавшего за послевоенную реконструкцию столицы. Также в 1945—1947 годах был уполномоченным правительства по делам строительства. На выборах 1945 года был избран запасным депутатом от СДПВ, в 1946 году заменил Белу Ланьи, а уже на выборах 1947 года получил постоянное место, которое занимал до 1949 года. С 1953 года он планировал реставрационные работы в двенадцати районах Будапешта в Бюро планирования города Будапешта.
Во время революции 1956 года восстановительное собрание Социал-демократической партии проходило в его квартире. Государственный министр с 2 по 4 ноября 1956 года в третьем правительстве Имре Надя. После подавления венгерского восстания он скрывался, а затем вернулся на прежнее рабочее место, но в сентябре 1958 года был уволен по политическим мотивам.
На тот момент в США уже выехали один из его сыновей (в 1948 году) и жена (в 1957 году). Фишер 19 раз подавал заявление на иммиграцию и ждал паспорт семь с половиной лет, пока ему не дали разрешение на выезд из страны в 1964 году. В 1965 году выехал в США, гражданство которых получил в 1968 году. Здесь он работал в различных проектировочных конторах и был членом Венгерской группы Международного конгресса современной архитектуры (CIAM).
Через три года после смерти жены он вернулся на родину в 1978 году. В 1993 году избран почётным гражданином Будапешта. Умер в Будапеште 25 февраля 1995 года, его прах захоронили на кладбище Фаркашрети рядом с женой.